# UKUSA

UKUSA 체결 국가

UKUSA 안보 협정(영어: UK-USA Security Agreement)는 신호 정보체계를 경유하는 정보의 수집을 위한 미국과 영국이 이끄는 영어권 국가들의 연합이다. 파이브 아이즈(Five Eyes)라고도 한다.

## 참여
참여 국가와 관계기관은 다음과 같다.
- 오스트레일리아 – Defence Signals Directorate (DSD)
- 캐나다 – Communications Security Establishment (CSE)
- 뉴질랜드 – 정부통신보안국 (GCSB)
- 영국 – 정부통신본부 (GCHQ)
- 미국 – 미국 국가안보국 (NSA)

## 같이 보기
- 오커스
- 집단 지성
- 파이브 아이즈
- 특별한 관계